# Poul Scheel
Poul Scheel, född den 28 februari 1773 i Itzehoe, död den 17 juni 1811 i Köpenhamn, var en dansk läkare. 
Scheel studerade ursprungligen juridik i Göttingen, men övergick  till medicinen. Efter att 1794 ha blivit immatrikulerad i Köpenhamn tog han medicinsk examen 1796, men hade redan föregående år blivit anställd som reservläkare vid Fødselsstiftelsen under Matthias Saxtorph. Scheel tog doktorsgraden 1798 med den på olika sätt uppsiktsväckande avhandling De liquore amnii, reste därefter utomlands, besökte åter Göttingen och senare Wien och Italien, där han blev angripen av en epidemisk sjukdom och var nära döden. 
Hemkommen blev han 1801 livmedikus, samma år reservläkare vid Plejestiftelsen og från 1802 stadsfysikus, vilket betydde, att hans administrativa förmåga togs i bruk. Han var således meddirektör för fattigvården och för Fødselsstiftelsen, och i Sundhedskollegiet satt han från dess upprättande den 13 maj 1803 till sin död. Scheel var en mycket framstående hygieniker med stort intresse för socialmedicin. Han förbättrade vattenförsörjningen och avfallshanteringen, ordnade sjukvården under fattigvården och var den förste, som skaffade den danska huvudstaden vaccin. Också på det humanitära området gjorde han sig gällande (prostitutionen, drunknandes räddning). 
Scheel utvecklade en stor litterär verksamhet både som utgivare och som översättare, i mindre grad som författare, och han bidrog mycket till att göra dansk medicin känd i utlandet. Bland översättningarna finns (från latin) Matthias Saxtorphs gesammelte Schriften, Kopenhagen 1803, samt några arbeten om epidemiska sjukdomar. Han grundade tillsammans med Pfaff i Kiel Nordisches Archiv für Natur- und Arzneikunde (1799–1807), som fortsattes i Neues nordisches Archiv. Med matematikern C.F. Degen utgav han Physicalische, chemische, naturhistorische und mathematische Abhandlungen, ett urval av Videnskabernes Selskabs skrifter. Själv utgav han det ofullbordade verket Die Transfusion des Blutes I—II, 1802–1803, och en liten avhandling om en epidemi av stelkramp på Färöarna. 
Som Saxtorphs elev åtnjöt Scheel högt anseende som obstetriker. I sin dissertation leddes han in på studier kring fostrets kvävningsdöd, och han fick förblivande betydelse som den, som införde instrumental uppsugning av slem et cetera från det nyfödda barnets svalg och luftrör. Han använde för detta ändamål ett särskilt instrument, som han också anbefallde till användning vid drunkning eller förgiftningar (magpumpning). Han är begraven på Assistens Kirkegård.